# Scarus frenatus
« Perroquet feuille morte » redirige ici. Pour les articles homonymes, voir Feuille morte (homonymie).
Espèce
Statut de conservation UICN

 LC  : Préoccupation mineure
Scarus frenatus est une espèce de poissons marins tropicaux perciformes, de la famille des Scaridae, les « poissons-perroquets ».

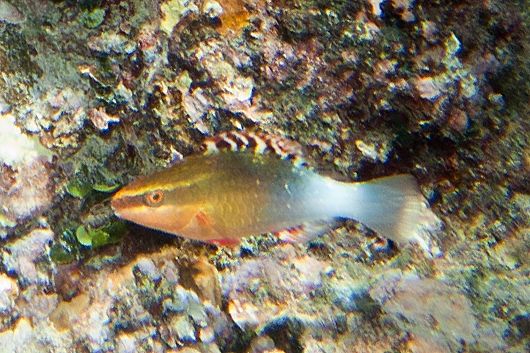
Stade initial
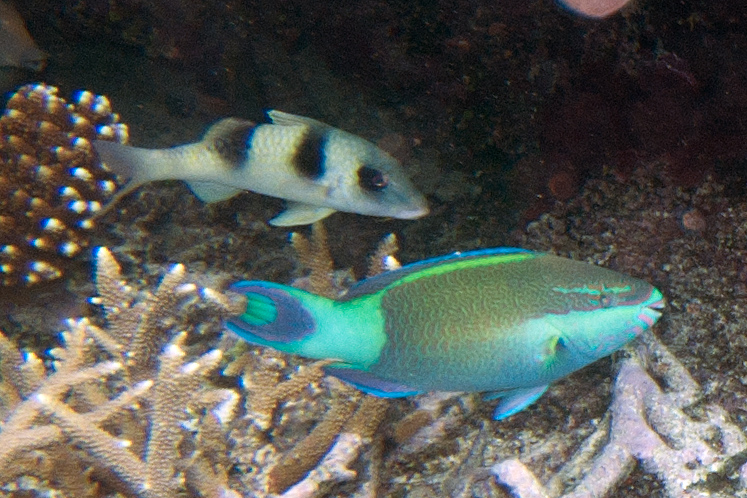
Stade terminal